# Мост
Мост (такође и ћуприја, од тур. köprü) је грађевина направљена ради премошћавања природних или вештачких препрека, као што су водена маса, долина, или пут. Сврха моста је да се омогући прелаз људима и возилима преко препреке, обично нечега преко чега је иначе детрементално да се прелази. Постоји мноштво различитих приступа дизајну моста, сваки од којих служи специфичној сврси и примењује се у различитим ситуацијама. Дизајн мостова варира у зависности од њихове функције, природе терена где се мост гради и усидрава, материјала који се користи за изградњу, и доступних финансијских средстава.
Могуће је да су најранији мостови били пало дрвеће и камење за прелаз преко воде. Неолитски људи су градили мостове у виду рива преко мочвара. Аркадико мост из 13. века п. н. е, у Пелопонезу у јужној Грчкој је један од најстаријих лучним мостова који још увек постоје и користе се.
Мост може бити направљен од различитих материјала. Први су мостови били грађени од дрвета. Све донедавно грађени су и од цигле и камена. Од краја 19. века постајали су потребни мостови који ће носити већи терет, чему су удовољили мостови од ливеног гвожђа, а затим и од челика.

## Историја
Најједноставнији тип моста представља камење које провирује из воде и преко кога се може ходати. То вероватно био један од најранијих типова „моста”. Неолитски људи су градили мостове у виду рива преко мочвара. Примери таквих мостова су Свит трек и Пост трек у Енглеској, који су око 6000 година стари. Древни народи су вероватно исто тако користили мостове од дебала; другим речима мостове од трупаца који су природно пали или намерно оборени и постављени преко потока. Неки од првих вештачких мостова са знатним распоном су вероватно били начињени од намерно оборених стабала. Напредак у технологијама омогућио је градњу савршенијих дрвених мостова, понекад на каменим стубовима или на обешеним клупама (Царство Инка).
Међу најстаријим мостовима од трупаца је прелаз Холцбрик Раперсвил-Хурден преко горњег Циришког језера у Швајцарској; гомиле праисторијских трупаца које су откривене западно од Сидама потичу из 1523. године п. н. е. Прво је дрвени пешачки мост водио преко Циришког језера, томе је следило неколико реконструкција бар до касног 2. века, након чега је Римско царство изградило 6 m широк дрвени мост. Између 1358. и 1360, Рудолф IV, војвода Аустрије, изградио је нови дрвени мост преко језера, који је кориштен до 1878, а био је око 1450 m дуг и 4 m широк. Дана 6. априла 2001. је отворен реконструисани дрвени пешачки мост, и он је најдужи садашњи дрвени мост у Швајцарској.
Аркадички мост је један од четири микенска моста са лажним сводом који су део бивше мреже путева, дизајниране да омогуће кретање кочија, између утврђења Тиринта и града Епидаура у Пелопонезу, на југу Грчке. Ова грађевина потиче из грчког бронзаног доба (13. век п. н. е), и представља један од најстаријих лучних мостова који још увек постоје и користе се.
У римском царству познавали су сводове, и захваљујући сводовима могуће је било да граде мостове од камена. Римски инжењери су били највећи градитељи мостова у античком свету. У близини великих градова били су изграђени акведукти, неки од којих постоје до данашњих дана. Лучни мостови и акведукти које су Римљани градили су могли да одрже у уловима у који би уништили грађевине са ранијим дизајнерским решењима. Један пример је Алкантарски мост, изграђен преко реке Тахо, у Шпанији. Римљани су користили цемент, чиме су умањене варијације јачине природног камена. Јеан тип цемента, звани позолана, састојао се од воде, креча, песка, и вулканског камена. После пада Римског царства грађевинари су надовезали на римске традиције градње. Романски мостови су управо произлазили из начина градње римских узора. Наступање готике и снажних царстава је унапредио градњу мостова и мостови су грађени са већим луковима. Са појавом ренесансе је дошло до већих промена, стубови су постали лакши, а мостови су бивали шири.
У Индији, Чанакјина расправа Арташастра помиње изградњу брана и мостова. Мауријски мост у близини Гирнара је изучавао Џејмс Принсеп. Мост је био оштећен поплавом, и касније је поправљен под надзором Пуспагупте, главног архитекте цара Чандрагупте I. Употреба јачих мостова у чијој изради је кориштен плетени бамбус и гвоздени ланци је била видна у Индији до 4. века. Бројни мостови за војне и привредне сврхе су били изграђени током Могулске управе у Индији.
Иако су велики кинески мостови са дрвеном конструкцијом постојали током периода зараћених држава, најстарији преостали камени мост у Кини је Анђи мост, изграђен од 595. до 605. године током династије Суеј. Овај мост је исто тако историјски значајан као најстарији отворено-спандрелни камени сегментни лучни мост. Европски сегментни лучни мостови датирају уназад до бар Алконетаровог моста (из приближно 2. века), док је енормни Тројанов мост римске ере (105. година) садржао отворено-спандрелне лукове у виду дрвених конструкција.
Мостове од канапа, који су једноставан тип висећег моста, је користила цивилизација Инка на планинама Анда у Јужној Америци, непосредно пре европске колонизације у 16. веку.
Велике промене су настале у доба индустријализације. Током 18. века дошло је до мноштва иновација у дизајну дрвених мостова заслугом Ханса Грубенмана, Јоханеса Грубенмана, и других. Прву књигу о инжењерству мостовима је написао Ибер Готје 1716. године. Развој жељежнице је захтевао ове конструкције и оне су морале да буду јефтиније и издржљивије. У прво време су се градили дрвени мостови и вијадукти од камена и опека. После се све више користило ливено гвожђе. Први мост од гвожђа је био постављен 1779. године преко реке Северн у Енглеској. После усавршавања челика мостови се граде од челика. Велика потражња за мостовима од челика је довела до префабрикације и до производње префабрикованих и стандардизованих делова и носећих челичних елемената који се и данас употребљавају у градњи.
У 19. и у 20. веку је изградња и развој челичних конструкција дошла до фазе када су се могли градити ланчани мостови и мостови од челичних каблова и друге савремене конструкције великих размера. Током индустријске револуције у 19. веку, развијени су ферма системи од кованог гвожђа за велике мостове, али гвожђе није имало довољну затезну чврстоћу да подржава велике терете. Са развојем челика, који има високу затезну чврстоћу, изграђени су много већи мостови. З неким од њих су кориштене идеје Гистава Ајфела. У 20. веку за конструкцију мостова је био одлучујући бетон — армирани бетон и преднапрегнути бетон.
У Канади и САД, изграђени су бројни дрвени покривени мостови од краја 1700-их до касних 1800-их, који су подсећали на раније дизајне кориштене у Немачкој и Швајцарској. (У Азији је исто тако изграђен известан број покривених мостова.) У каснијим годинама, неки су делом били направљени од камена или метала, али су кровишта обично била направљена од дрвета; у САД су постојала три стила кровишта, краљичин стуб, оштри лук и градска решетка. Стотине ових структура још увек стоје у Северној Америци. Они су привукли пажњу шире јавности током 1990-их захваљујући роману, филму, и позоришном комаду са насловом Мостови округа Мадисон.
Године 1927. заваривачки пионир Стефан Брила је дизајнирао први варени путни мост на свету, Маужишки мост, који је касније изграђен на реци Слудвија код Маужица у близини Ловича у Пољској 1929. године. Године 1995, Америчко заваривачко друштво је доделило награду „Историјска заваривачка структура” за изградњу оваг моста.

### Животиње
Дуго времена пре него што су људи почели са изградњом мостова, мрави су правили мостове користећи своја тела, да би омогућили остатку колоније да пролази.

## Врсте структуре мостова
- Лучни мостови — један од најстаријих врста мостова који су између осталог градили Римљани за своје акведукте и вијадукте а од којих многи постоје и дан-данас.[18] Пример савременог лучног моста је Харбор бриџ у Сиднеју. Тренутно највећи лучни мост на свету је Чаотјенмен преко реке Јангцекјанг са дужином од 1,741 m и распоном 552 m. Овај мост је отворен 29. априла 2009. године у Чунгкингу у Кини.[19]
- Гредни мостови — мостови чије су греде положене на стубове или подупираче.[20][21] Ови мостови могу имати распон и до 300 m. Користе се често на ауто-путевима.
- Решеткасти мостови — мостови које подупиру решетке у облику троугла. Граде се за премошћавање клисура, река и других препрека. Користе се често за железницу.
- Висећи мостови — мостови састављени од гвоздених ланаца и челичних жица. Имају углавном два челична стуба, од којих сваки стоји на једном стубу носачу. Челични каблови, који се састоје од хиљада жица, су причвршћени за челичне стубове моста и за пут који се налази испод. Каблови су главни носач саобраћаја на мосту и пута, а код неких мостова су директно везани за потпорне стубове. Могу имати распон од 1.200 m или још већи и спадају у најбезбедније мостове на свету, кад су правилно конструисани. Неки познати висећи мостови су Сторебелт у Данској, Бруклински мост, Голден гејт и Пон де Норманди.
- Конзолни мостови — имају два масивна конзолна потпорна стуба са обе стране моста. Греде су причвршћене за сваки потпорни стуб као што је даска за скакање причвршћена за ивицу базена, а спајају се на средини моста чврстим граничником. Конзолна конструкција моста може бити пожељна над брзим рекама пошто се стубови постављају усред корита. Идеални су за тежак саобраћај као што је саобраћај теретних возила.
- Покретни мостови — могу се подизати или окретати како би бродовима омогућили пролаз (пример лондонски Тауер бриџ).

## Надзор моста
Постоји неколико метода који се користе за праћење стреса на великим структурама као што су мостови. Најчешћи метод је употреба мерача убрзања, који је интегрисан у мост при његовој изградњи. Ова технологија се користи за дуготрајно надгледање моста.
Друга опција за надгледање структурног интегритета је „бесконтактно праћење”, које користи ефекат Доплеровог ефекта (Доплеровог померања). Ласерски зрак из ласерског Доплеровог виброметра усмери се на тачку од интереса, и амплитуда и фреквенција вибрација се екстрахују из Доплеровог померања фреквенције ласерског зрака услед кретања површине. Предност овог метода је да је време припреме опреме краће, и да за разлику од мерача убрзања, овај метод омогућава мерења на вишеструким структурама. Додатно, овај метод омогућава мерење на специфичним тачкама моста, укључујући оне које су тешко приступачне.
При прегледу моста су корисни снимци спољашњег стања моста у више временских периода, који се могу снимити помоћу лидара.

## Неки чувени мостови
Сваки мост има своју причу. Овде је списак мостова о којима су написане књиге, снимљени филмови, ушли у „ударне“ дневне вести:
- Мост на Дрини код Вишеграда
- Бруклински мост
- Павловића мост на Дрини
- Стари мост у Зворнику на Дрини
- Жежељев мост у Новом Саду
- Бранков мост у Београду
- Стари мост (Мостар)
- Мост у Рачи на Сави
- Ланчани мост у Будимпешти
- Тромостовје у Љубљани
- Голден гејт
- Мост на реци Квај
- Мост Мијо
- Мост између острва Хоншу и Хокаидо (најдужи висећи мост на свету)
- Крчки мост (раније Титов мост) између копна и острва Крк (најдужи бетонски лук на свету)